# Стурфьорд
Стурфьорд (норв. Storfjord) — коммуна в губернии Тромс в Норвегии. Административный центр коммуны — город Хаттенг. Официальный язык коммуны — нейтральный. Население коммуны на 2007 год составляло 1893 чел. Площадь коммуны Стурфьорд — 1542,72 км², код-идентификатор — 1939.

## История населения коммуны
Население коммуны за последние 60 лет.